# Anadelphia afzeliana
Anadelphia afzeliana är en gräsart som först beskrevs av Alfred Barton Rendle, och fick sitt nu gällande namn av Otto Stapf. Anadelphia afzeliana ingår i släktet Anadelphia och familjen gräs. Inga underarter finns listade i Catalogue of Life.